# Kiriakokhórion
Kiriakokhórion (Kyriakochori) är en ort i Grekland.   Den ligger i prefekturen Fthiotis och regionen Grekiska fastlandet, i den centrala delen av landet, 170 km nordväst om huvudstaden Aten. Kiriakokhórion ligger 821 meter över havet och antalet invånare är 190.
Terrängen runt Kiriakokhórion är huvudsakligen kuperad, men åt sydost är den bergig. Runt Kiriakokhórion är det mycket glesbefolkat, med 4 invånare per kvadratkilometer. Närmaste större samhälle är Spercheiáda, 13,5 km nordost om Kiriakokhórion. I omgivningarna runt Kiriakokhórion växer i huvudsak blandskog.